# Micro-organisme de l'Antarctique

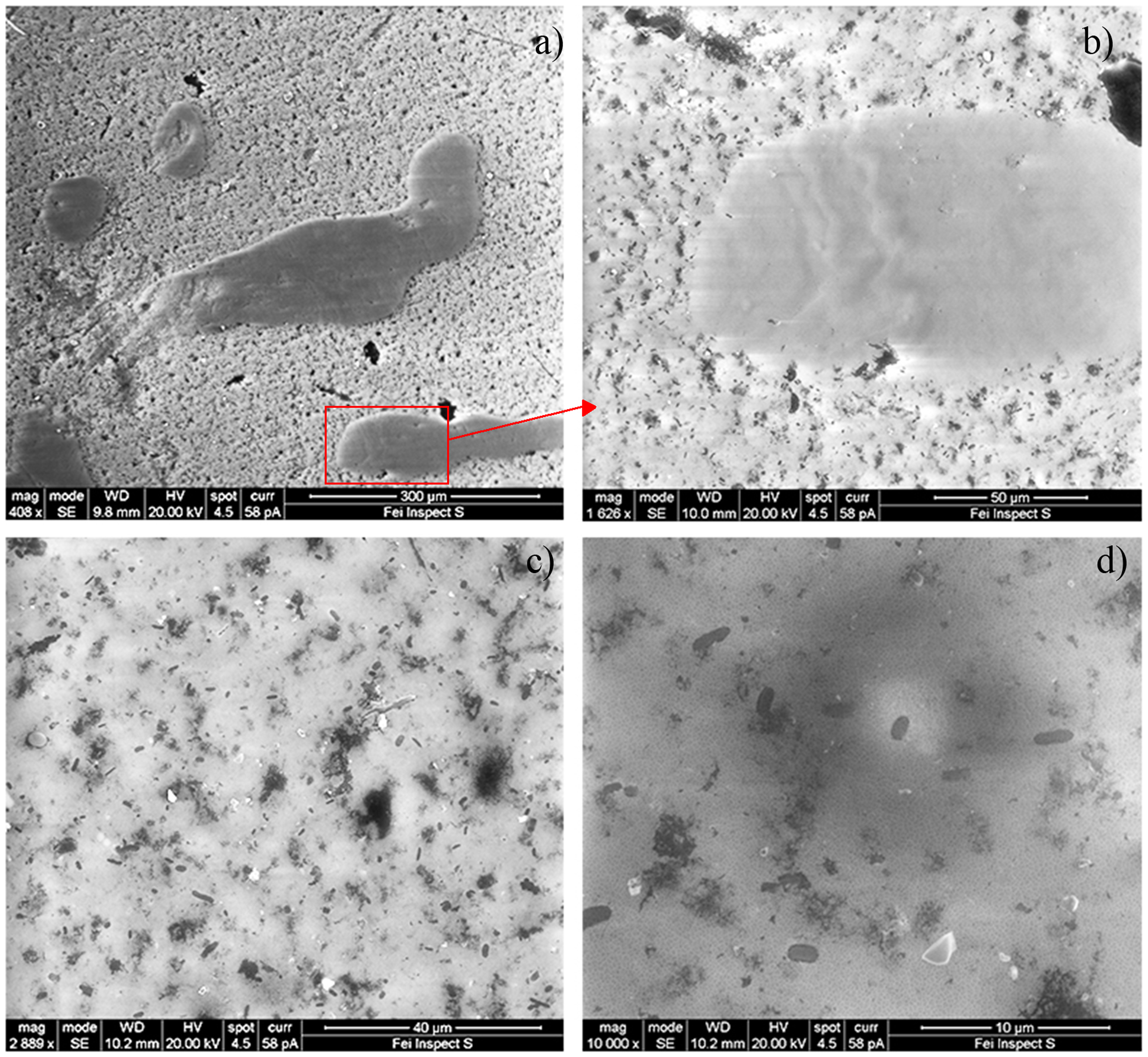
Microbiome sur le haut plateau antarctique

Les micro-organismes de l'Antarctique habitent l'un des environnements terrestres les plus extrêmes, chimiquement et physiquement. Néanmoins, le 6 février 2013, des scientifiques ont signalé avoir découvert des bactéries vivant dans un lac glacé, sombre et froid situé 800 mètres sous la glace de l'Antarctique. Cette découverte fut par la suite confirmée par des scientifiques le 20 août 2014.

## Habitat et climat
Bien que le continent soit couvert d'une couche de glace, des zones libres de glaces comprenant environ 0,4 % de la masse continentales sont distribuées de manière non continue le long de la frange côtière. Les vallées sèches de McMurdo sont un désert polaire caractérisé par des précipitations annuelles extrêmement faibles (<100 mm) et par l'absence de plantes vasculaires et de vertébrés ; les activités microbiennes dominent l'activité biologique. Les hautes températures moyennes estivales et basses températures moyennes hivernales dans les vallées sèches sont de −5 °C et de −30 °C. Du fait de la faible fréquence et des basses précipitations, la disponibilité saisonnière de l'eau dans les sols rendent les points d'eau plus hospitaliers en comparaison des sols situés en hauteur, plus secs. Les écosystèmes polaires sont particulièrement sensibles aux changements climatiques, où de petits changements de températures entraînent d'importants changements dans l'hydrologie locale, affectant grammaticalement[pas clair] les cycles.
Les sols en Antarctique sont des habitats presque bidimensionnels, la plupart des activités biologiques étant limitées aux dix ou douze premiers centimètres du fait que le sol est gelé en permanence en-dessous. Les environnements peuvent être limités du fait des propriétés du sol telles qu'une minéralogie, une texture, une structure, des sels, le pH ou de teneur en eau. Les sources visibles de matières organiques sont absentes pour la majeure partie de l'Antarctique continental. Les écosystèmes des vallées sèches sont caractérisés par de grandes variations de température et de régime hydrologique, une composition chimique difficile et une forte influence des radiations solaires (avec une forte présence des ultraviolets B). Le sol des vallées sèches est composé d'un ensemble de roches dont le granit, le sable, et les roches métamorphiques. L'espace au sein de ces roches fournit une protection aux micro-organismes contre certaines, mais pas toutes, ces conditions, les protégeant du vent et de la mobilité de surface, réduisant l'exposition aux UV  et la dessiccation, améliorant la disponibilité de l'eau et servant de tampon thermique. La moitié des sols des vallées sèches ont des glaces sous la surface, sous la forme de blocs de glace ensevelis ou sous la forme de permafrost. La couche de permafrost se trouve généralement vers 30 cm en profondeur.

## Micro-organismes

### Rotifera
Les trois espèces de rotifera ci-dessous ont été trouvées dans des sols dominés par des mousses :
- Epiphanes spp.
- Habrotrocha spp.
- Philodina spp.

### Tardigrades
Parmi les tardigrades récemment identifiés :
- Acutuncus antarcticus
- Diphascon spp. (form. Adropoion spp.)
  - Diphascon alpinum
  - Diphascon dastychi
  - Diphascon polare
  - Diphascon tricuspidatum (form. Adropion tricuspidatum)
  - Diphascon victoriae
- Hypsibius spp. (form. Diphascon spp.)
  - Hypsibius alpinus
  - Hypsibius arcticus
  - Hypsibius mertoni simoizumii
  - Hypsibius convergens
  - Hypsibius oberhaeseri
  - Hypsibius scoticus (form. Diphascon scoticus)
- Macrobiotus arcticus
- Mesobiotus polaris
- Macrobiotus mottai
- Macrobiotus oberhauseri
- Macrobiotus polaris
- Minibiotus furcatus
- Ramajendas frigidus
- Ramazzottius
  - Ramazzottius oberhauseri

### Levures
Les levures identifiées récemment :
- Aureobasidium pullulans ;
- Candida spp. ;
  - Candida psychrophilia ;
- Cryptococcus spp. ;
  - Cryptococcus albidus ;
  - Cryptococcus foliicola ;
  - Cryptococcus victoriae ;
  - Cryptococcus vishniacii ;
- Debaryomyces hansenii ;
- Leucosporidium antarcticum ;
- Leucosporidium scottii ;
- Rhodotorula spp. ;
  - Rhodotorula laryngis ;
  - Rhodotorula minuta ;
  - Rhodotorula rubra ;
  - Rhodotorula slooffiae ;
- Trichosporon spp. ;
  - Trichosporon beigelii ;
  - Trichosporon cutaneum.

## Sources